# Martirio di sant'Alessandro (Malinconico)
Martirio di sant'Alessandro è un'opera pittorica di Nicola Malinconico del 1693-1694.
È collocato al centro del presbiterio del Duomo di Bergamo, e descrive il martirio del santo patrono della città a cui è intitolata la cattedrale.

## Storia
La realizzazione dei dipinti che dovevano coronare il coro del presbiterio del duomo era stata affidata al napoletano Luca Giordano nel 1693, essendo questi partito per la Spagna, si scelse di affidate l'incarico al suo adepto che già era a Bergamo, così che si mantenessero le caratteristiche del contesto pittorico napoletano. In alcuni atti viene testimoniata la presenza a Bergamo anche il fratello maggiore  del Malinconico: Oronzo, sembra probabile che partecipò alla realizzazione del dipinto. 

Dopo questo lavoro, il Malinconico ottenne l'incarico per la realizzazione dieci tele per la basilica di Santa Maria Maggiore
Il dipinto, che supera i 26 m² di superficie, costò lire 4600, pagate dal canonico Giovanni Paolo Cabrini  di cui una buona parte per l'acquisto del colore azzurro marino. La cornice venne eseguita successivamente e riporta lo stemma del vescovo Daniele Giustiniani.
.

## Opera
Il martirio di sant'Alessandro viene rappresentato come una testimonianza di fede. La decollazione del santo avviene su un palcoscenico di pietra: infatti egli scelse di rinnegare il sacrificio agli Dei per diventare un testimone di Cristo.
Il dipinto vuole cogliere l'atto precedente il martirio. Alessandro, inginocchiato e con lo sguardo al cielo, è posto su di una piedistallo e indossa indumenti militari. La scena è ricca di personaggi. In primissimo piano un cane, simbolo di fedeltà, vuole rappresentare la fedeltà assoluta di Alessandro verso la sua fede, a fianco santa Grata in preghiera, sarà quella che  raccoglierà la sua desta decapitata, e provvederà alla tumulazione del suo corpo acefalo nelle sue terre, facendo la promessa di costruire tre basiliche a lui dedicate.
Alle spalle del santo il boia nell'atto di svolgere il compito a lui affidato, dietro il suo braccio è visibile un cavallo che è il simbolo iconografico del santo che viene molte volte rappresentato in groppa al cavallo.

Il santo, pronto per essere martirizzato ha una espressione serafica, serena, con una cornice di capelli biondi e una barba chiara. Completa la scena nella sua parte superiore l'immagine divina posta su di una nuvola sorretta da putti nella luce dorata del paradiso. L'impianto scenico fortemente barocco, rende meno drammatica la rappresentazione del martirio.